# Глен Ниберг
Глен Ниберг (швед. Glenn Nyberg) је шведски фудбалски судија. Постао је професионални судија 2008. године, од 2013. је судија Алсвенскана, а од 2016. сертификовани међународни судија ФИФА.

## Судијска каријера
Ниберг је 11. јуна 2023. био изабран за судију финала ФИФА У-20 Светског првенства између Уругваја и Италије у Аргентини. У априлу 2024. године, он је такође био изабран за судију на мушком фудбалском турниру Олимпијских игара у Паризу, као и на УЕФА Европском првенству 2024. у Немачкој.

На дан 9. априла 2024. године, судија Ниберг је био оштро критикован од стране тренера Бајерна, Томаса Тухела, зато што није доделио пенал његовом тиму после тога што је противнички играч Габријел Магаљаеш намерно играо руком. Тухел је изјавио да је Ниберг бранио своју одлуку рекавши да није хтео да казни „дечију грешку” коју је Магаљаеш направио.
Следећег месеца, УЕФА га је именовала за четвртог званичника за утакмицу финала Лиге конференције Европе између Олимпијакоса и Фиорентине.

### Европско првенство у фудбалу 2024.
| Фаза          | Датум         | Град      | Стадион             | Екипа 1   | Резултат  | Екипа 2  | Жути картон | Red card | Пенали |
| ------------- | ------------- | --------- | ------------------- | --------- | --------- | -------- | ----------- | -------- | ------ |
| Групна фаза   | 17. јун 2024. | Минхен    | Алијанц арена       | Румунија  | 3:0 (1:0) | Украјина | 1 - 0       | 0 - 0    | 0 - 0  |
| Групна фаза   | 24. јун 2024. | Дизелдорф | Меркур Шпил-Арена   | Албанија  | 0:1 (0:1) | Шпанија  | 2 - 1       | 0 - 0    | 0 - 0  |
| Осмина финала | 1. јул 2024.  | Дизелдорф | «Меркур Шпил-Арена» | Француска | 1:0 (0:0) | Белгија  | 3 - 3       | 0 - 0    | 0 - 0  |